# Greguería
Le greguerías (sing. greguería) sono testi brevi somiglianti ad aforismi, i quali generalmente sono costituiti da una sola frase di una sola riga, e che esprimono, in forma acuta e originale, pensieri filosofici, umoristici, pragmatici, lirici, o di qualche altra indole.

## Inventori e definizione
La greguería viene considerata un genere inventato da Ramón Gómez de la Serna, sebbene Jorge Luis Borges la attribuisca al francese Pierre-Jules Renard  riservando a Gómez de la Serna l'invenzione del suo nome. Questi infatti diede la definizione della greguería: umorismo + metafora = greguería, ovvero una frase ingegnosa e in generale breve che nasce da uno scontro casuale tra il pensiero e la realtà.
L'immagine su cui si basa la greguería può scaturire in modo spontaneo, ma la sua formulazione linguistica è molto elaborata, perché deve raccogliere in modo sintetico, ingegnoso e umoristico l'idea che si vuole trasmettere.
L'effetto a sorpresa si ottiene attraverso:
1. L'associazione visiva di due immagini: «La luna è l'occhio di bue della barca della notte».
2. L'inversione di una relazione logica: «La polvere è piena di vecchi e dimenticati starnuti».
3. L'associazione libera di concetti legati: «Le due uova che prendiamo sembra siano gemelle, e invece non sono nemmeno cugine di terzo grado».
4. L'associazione libera di concetti contrapposti: «Ciò che più importa nella vita è non essere morti».

## Opere
Il principale promotore della greguería fu proprio Gómez de la Serna, il quale dedicò durante l'arco della sua vita numerosi libri a questo nuovo genere, che coltivava assiduamente in sezioni fisse di periodici, e che lo consacrò come uno degli scrittori più conosciuti della letteratura spagnola: Greguerías (1917), Flor de greguerías (1933), Total de greguerías (1955), ecc. Questo genere, infatti, servì per rinnovare l'idea anchilosata della metafora e dell'immagine poetica che possedeva l'estetica letteraria spagnola, anticipando il surrealismo.

## Esempi
Alcuni esempi di greguería:
- La Zeta è un sette che ascolta messa,
- Le ghiande nascono con portauovo,
- Le rondini sono gli uccelli in abito da cerimonia,
- Tentai di suicidarmi, e per poco non m'ammazzavo

Di Jules Renard potrebbero tra le altre essere considerate greguerías le seguenti:
- L'amicizia con una donna non è altro che il chiaro di luna dell'amore.
- Vado al cuore di una donna per il sentiero più fiorito e grande.
- Diciamo che la donna è un grazioso animale senza pelo la cui pelle è molto apprezzata.